# Jean-Lucq D'Arriule
Jean-Lucq d'Arriule, né le 16 novembre 1774 à Arudy (Pyrénées-Atlantiques), mort le 5 septembre 1850 à Bernes-sur-Oise (Val-d'Oise, est un lieutenant-général français de la Révolution et du Premier Empire.

## Biographie
Jean d'Arriule naît le 16 novembre 1774 dans le Béarn, à Arudy, et est baptisé le même jour. Il est le fils de Pierre Darriule et de Marie Turon. 
Il a été maire de la commune Bernes-sur-Oise de 1826 à 1830.

### Guerres révolutionnairesetnapoléoniennes
Darriule entre au service lors de la réquisition le 17 brumaire an II (7 novembre 1793), et est incorporé au 5e bataillon de volontaires des Basses-Pyrénées (devenu 7e régiment d'infanterie légère) comme sergent-major. Il reçoit ses grades jusqu'à celui de capitaine. Sous-lieutenant à l'armée des Pyrénées-Occidentales, il y fait les campagnes de l'an II à l'an III. À l'armée d'Italie de l'an IV à l'an V, il est blessé à Legnano le 17 décembre 1796, et se distingue à l'affaire Bellune, où avec 25 carabiniers, il fait prisonniers 200 Autrichiens le 12 janvier 1797.
Il prend part à la campagne d'Égypte des ans VI à VIII, et y gagne à Aboukir le grade de lieutenant. Revenu en Europe, il repart faire campagne en Italie comme aide de camp du général Darnaudat le 26 fructidor an XII (13 septembre 1804).
En Espagne de 1808 à 1810, il y devient capitaine le 26 février 1807, puis devient le 5 janvier 1808, aide de camp du maréchal Augereau, qu’il suit au 7e corps de l’armée d’Espagne. Darriule se trouve à la bataille de Tudela, au siège de Saragosse (1809). Il est attaché à l'état-major du maréchal Augereau et passe en qualité de chef de bataillon au 25e de Ligne le 14 mars 1811.
Attaché à la Grande Armée d'Allemagne de 1811, Darriule part pour la Russie comme lieutenant-colonel au 1er régiment de grenadiers-à-pied de la Garde impériale, et a le commandement du Kremlin pendant le séjour de Napoléon Ier à Moscou. Il est alors commandant d'armes de la Maison militaire de l'Empereur.
Colonel du 1er tirailleurs de la Garde en août 1813, il se bat courageusement à Bautzen, à Lützen et à Dresde. Il reçoit en récompense le titre de baron de l'Empire par décret du 14 septembre 1813, et lettres patentes du 24 janvier 1814, la croix de commandeur de la Légion d'honneur et le grade de général de brigade le 21 décembre 1813.
Fin mars 1814, il est employé à la 4e division de la Jeune Garde à l'armée du Nord et prend part aux derniers combats en Belgique.

### RestaurationetMonarchie de Juillet
Le général Darriule adhère aux actes du Sénat conservateur en 1814, et est nommé par le roi chevalier de Saint-Louis et commandant du département des Hautes-Pyrénées, mais est mis en disponibilité le 2 janvier 1815. Pendant les Cent-Jours, il remplit les fonctions d'inspecteur général de l'instruction de la garde nationale de Paris le 16 avril.
Au second retour des Bourbons, il est d'abord porté sur le cadre de disponibilité, mais il est en diverses circonstances, employé en qualité d'inspecteur général d'infanterie en 1818.
Le général-baron est maire de Bernes-sur-Oise de 1826 à 1830.
À la révolution de Juillet 1830, le général Darriule est un des premiers à offrir son épée à Louis-Philippe Ier. Il est remis sur le cadre d'activité et est nommé chef d'état-major de la 1re division militaire le 4 août 1830 (à laquelle lui succèdera son aide de camp en 1848, le colonel Rolin), commandant du département de la Seine et de la place de Paris le 4 janvier 1831, en remplacement du général Fabvier, puis il fait partie de la première promotion des grands officiers de la Légion d'honneur le 21 mars 1831, par laquelle M. Périer fête son entrée au ministère.
Le 29 juillet 1832, il est promu au grade de lieutenant-général et maintenu dans l'exercice de ses fonctions de commandant du département de la Seine. Il y joue constamment un rôle de passif dévouement, et le pouvoir pu compter en toutes circonstances, sur son obéissance absolue.
Mis sur les rangs pour la députation à diverses reprises, comme candidat ministériel, M. Darriule échoue constamment, néanmoins il est élevé à la pairie le 3 octobre 1837. Le général-baron vote avec les ministériels dévoués et défend à la Chambre haute, la monarchie de Juillet. Passé au cadre de réserve depuis 1842, Darriule rentre dans la vie privée à la suite de la Révolution française de 1848, et est mis à la retraite d'office, comme général de division le 30 mai 1848.
Le nom du général Jean Luc d'Arriule est inscrit sur la 9e colonne de l'arc de Triomphe de l'Étoile, pilier Nord.

## Vie privée
Darriule épouse le 23 mai 1819 Luce Marie Lavinie Barbier-Walbonne (1796-1884), fille de Jacques-Luc Barbier-Walbonne, peintre d'histoire et portraitiste français.
Ils ont une fille, Pauline Lavinie (1822-1909), mariée en 1844 au comte Hallez-Claparède (1813-1870), et un fils, Edouard (1820-1854), capitaine de chasseurs à pied, marié en 1849 à Marie Clotilde Müller (1827-1873).